# Forza di London

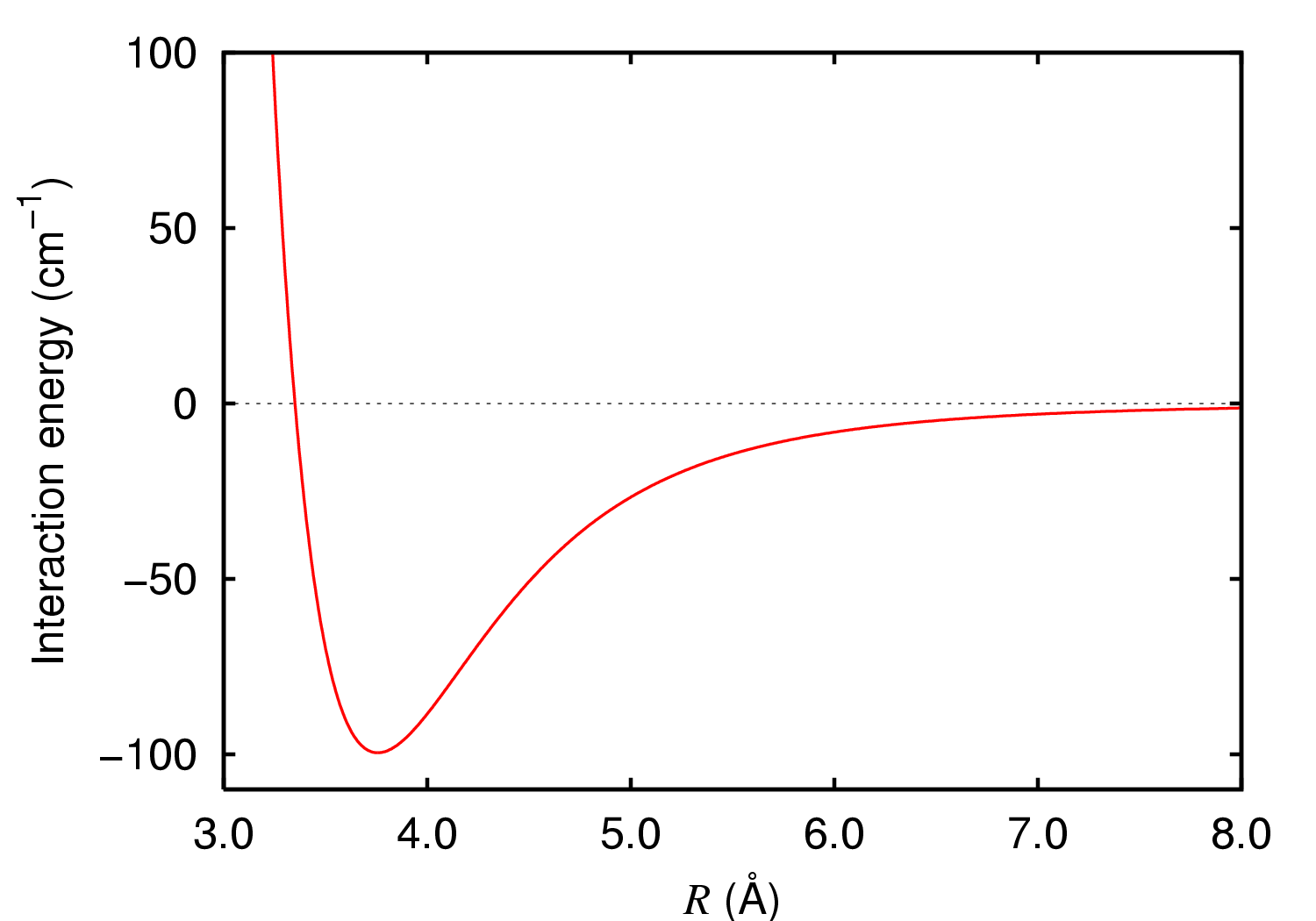
Energia di interazione di dimeri di argon. L'interazione a lungo raggio è dovuta alle forze di London.

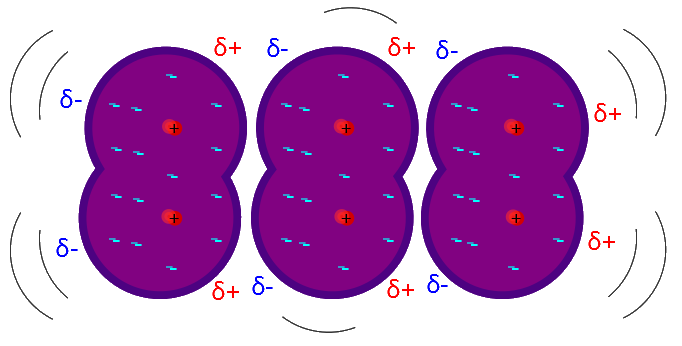
Forze di London fra molecole di iodio

Le forze di London (conosciute anche come forze di dispersione o forze dipolo istantaneo-dipolo indotto) identificano tutte quelle forze che si presentano a livello atomico e molecolare dovute a multipoli istantanei come risultato di effetti quantistici. Queste forze fanno parte della più ampia categoria delle forze di van der Waals. Il loro nome deriva dal fisico tedesco-americano Fritz London.

## Descrizione
La presenza delle forze di London è dovuta alla configurazione elettronica, un effetto quantistico dovuto alle interazioni tra gli elettroni dei due sistemi interagenti. L'interazione tra le nubi elettroniche provoca una loro ridistribuzione, con una conseguente creazione di un dipolo, a causa della perdita di simmetria tra distribuzione di cariche positive e nube elettronica; il dipolo così formato permette l'attrazione tra i due sistemi interagenti. Queste forze sono sempre presenti e spesso rappresentano una parte significativa della totale forza di interazione, anche se singolarmente una interazione di London è molto più debole di un legame ionico e di un legame a idrogeno.
Nel caso di atomi neutri, come i gas nobili le forze di London sono le uniche presenti e grazie a esse i gas nobili esistono anche nella forma liquida, che sarebbe altrimenti impossibile da raggiungere.
Le forze di London aumentano la loro forza con le dimensioni dell'atomo o molecola, questo a causa della maggiore propensione alla polarizzazione di nubi elettroniche più ampie. Un caso esemplificativo è quello degli alogeni, che dal più piccolo al più grande sono fluoro (F2), cloro (Cl2), bromo (Br2), e iodio (I2). Il fluoro e il cloro sono gas a temperatura ambiente, mentre il bromo è un liquido e lo iodio un solido.